# 30è Festival Internacional de Cinema de Berlín
El 30è Festival Internacional de Cinema de Berlín va tenir lloc entre el 18 i el 29 de febrer de 1980. L'Os d'Or fou atorgat a la pel·Lícula estatunidenca Heartland dirigida per Richard Pearce i a la pel·lícula alemanya Palermo oder Wolfsburg dirigida per Werner Schroeter.
El festival va obrir amb una retrospectiva dedicada al cineasta estatunidenc Billy Wilder. Moritz de Hadeln fou el director del festival i es van incrementar els esforços per expandir el mercat cinematogràfic de Berlín.

## Jurat

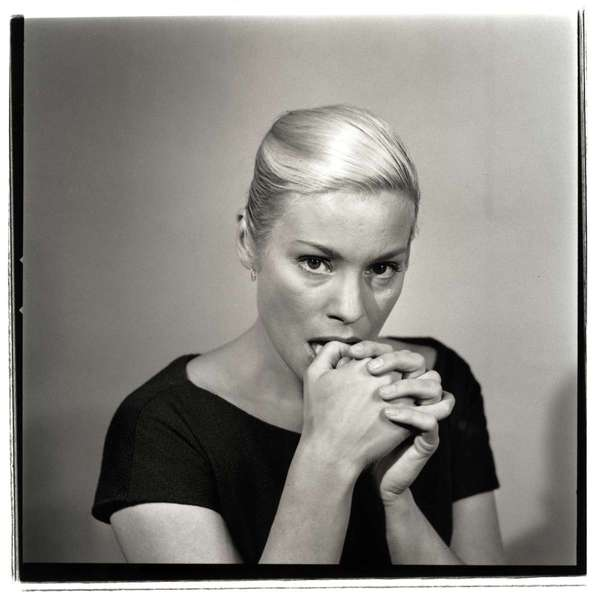
Ingrid Thulin, Presidenta del jurat

El jurat del festival estaria format per les següents persones:
- Ingrid Thulin (presidenta)
- Betsy Blair
- Mathieu Carrière
- Alberto Isaac
- Peter Kern
- Károly Makk
- Alexander Mitta
- Alexandre Trauner
- Angel Wagenstein

## Pel·lícules en competició
Les següents pel·lícules van competir per l'Os d'Or:
| Títol original             | Director(s)                     | País           |
| -------------------------- | ------------------------------- | -------------- |
| Bizalom                    | István Szabó                    | Hongria        |
| Chiedo asilo               | Marco Ferreri                   | Itàlia         |
| Der Preis fürs Überleben   | Hans Noever                     | RFA            |
| Deutschland bleiche Mutter | Helma Sanders-Brahms            | RFA            |
| Dyrygent                   | Andrzej Wajda                   | Polònia        |
| Düşman                     | Zeki Ökten, Yılmaz Güney        | Turquia        |
| El crimen de Cuenca        | Pilar Miró                      | Espanya        |
| Heartland                  | Richard Pearce                  | Estats Units   |
| Korpinpolska               | Markku Lehmuskallio             | Finlàndia      |
| La Mort en direct          | Bertrand Tavernier              | França         |
| La viuda de Montiel        | Miguel Littín                   | Xile           |
| Le Voyage en douce         | Michel Deville                  | França         |
| Les Bons débarras          | Francis Mankiewicz              | Canadà         |
| Marigolds in August        | Ross Devenish                   | Sud-àfrica     |
| Marmeladupproret           | Erland Josephson                | Suècia         |
| Moskva slezam ne verit     | Vladimir Menshov                | Unió Soviètica |
| Palermo oder Wolfsburg     | Werner Schroeter                | RFA            |
| Rude Boy                   | Jack Hazan, David Mingay        | Regne Unit     |
| Solo Sunny                 | Konrad Wolf, Wolfgang Kohlhaase | RFA            |
| Transit                    | Daniel Wachsmann                | Israel         |

## Premis

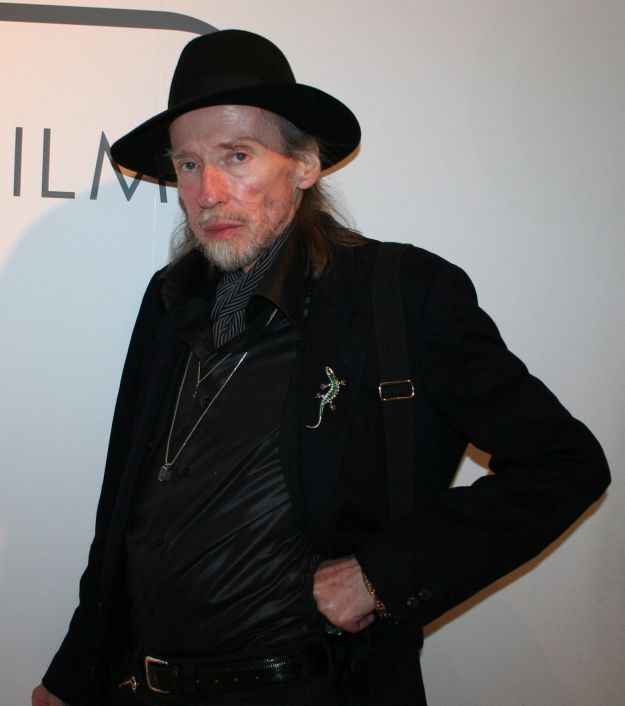
Werner Schroeter, un dels guanyadors de l'Os d'Or.

El jurat va atorgar els següents premis:
- Os d'Or:
  - Heartland de Richard Pearce
  - Palermo oder Wolfsburg de Werner Schroeter
- Os de Plata - Gran Premi del Jurat: Chiedo asilo de Marco Ferreri
- Os de Plata a la millor direcció: István Szabó per Bizalom
- Os de Plata a la millor interpretació femenina: Renate Krößner per Solo Sunny
- Os de Plata a la millor interpretació masculina: Andrzej Seweryn per Dyrygent
- Premi Aniversari de l'Os de Berlín: Marigolds in August de Ross Devenish
- Menció Honorífica:
  - Rude Boy
  - Korpinpolska
  - Düşman
- Premi FIPRESCI
  - Solo Sunny de Konrad Wolf, Wolfgang Kohlhaase